# Hayashi Razan
Hayashi Razan, noto anche come Hayashi Dōshun (林 羅山?, Hayashi Razan; 1583 – Edo, 7 marzo 1657), è stato un filosofo neoconfuciano e scrittore giapponese, che servì come tutore e consigliere dei primi quattro shōgun dello shogunato Tokugawa.
Gli è attribuito anche di aver elencato per primo le Tre vedute del Giappone. Razan fu il fondatore del Clan Hayashi degli studiosi confuciani.
Fu un influente studioso, insegnante e amministratore. Insieme ai suoi figli e nipoti, gli è attribuito il merito di aver istituito la dottrina neoconfuciana ufficiale dello shogunato Tokugawa. L'enfasi di Razan sui valori intrinseci in una prospettiva conservatrice statica fornì le basi intellettuali per il bakufu di Edo. Razan reinterpretò anche lo shintoismo, e creò così le fondamenta per lo sviluppo finale della dottrina che prende il nome di shintoismo confuciano.
Il fondamento intellettuale dell'opera di Razan era basata sui suoi primi studi con Fujiwara Seika (1561–1619), il primo erudito giapponese noto per uno studio approfondito di Confucio e dei commentatori confuciani. Questo nobile kuge era diventato un prete buddhista; ma la sua insoddisfazione per la filosofia e le dottrine buddhiste lo avevano condotto allo studio del confucianesimo. A tempo debito, Seika attirò intorno a sé altri eruditi ugualmente motivati per dedicarsi agli studi, che furono grandemente influenzati dall'opera del neoconfuciano cinese Zhu Xi, un sapiente della dinastia Sung. Zhu Xi e Seika enfatizzavano il ruolo dell'individuo come componente di una società che poggiava normalmente su una certa forma gerarchica. Egli divideva le persone in quattro classi distinte: i samurai (la classe dominante), i contadini, gli artigiani e i mercanti.

## Accademico

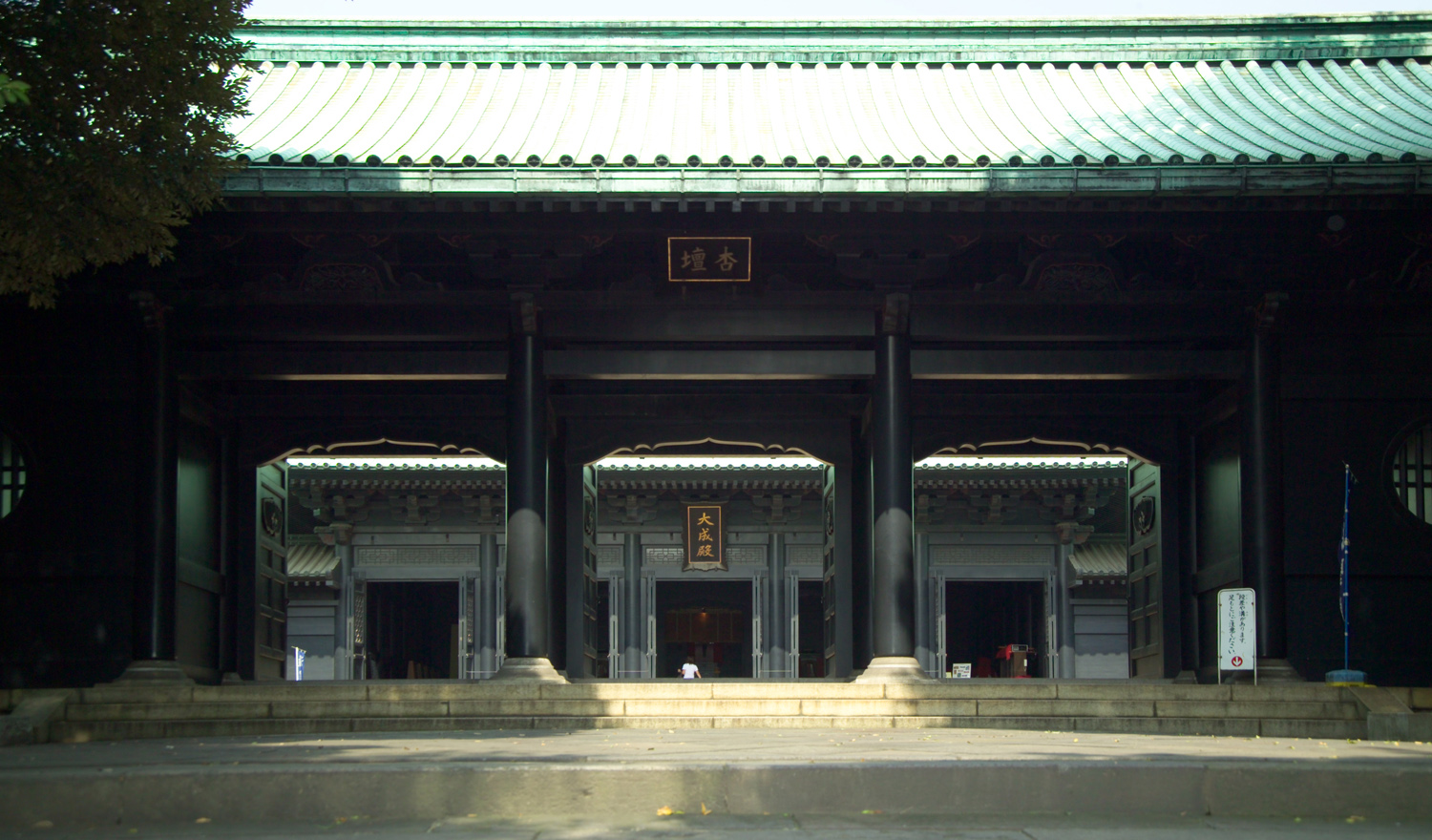
Hayashi Razan fu capo del primo seidō

Razan sviluppò una combinazione pratica di convinzioni e pratiche shintoiste e confuciane. In particolare, sosteneva che lo shintoismo era una forma provvisoria e locale delle idee confuciane, consentendo un'interpretazione confuciana dei riti sacri shintoisti. Questo costrutto coerente di idee intercorrelate si prestava a un programma ben accettato di protocolli educativi, formativi e di prove per samurai e burocrati. Nel 1607, Hayashi fu accettato come consigliere politico del secondo shōgun, Tokugawa Hidetada.
Razan divenne il rettore dell'Accademia confuciana di Edo, lo Shōhei-kō (in seguito conosciuto come Yushima Seidō) che fu costruito su terreno fornito dallo shōgun. Questa istituzione era al vertice del sistema educativo e formativo nazionale, creato e mantenuto dallo shogunato Tokugawa. Razan aveva il titolo onorifico Daigaku-no-kami, che divenne ereditario nella sua famiglia. Accadde anche che la posizione di capo del Seidō divenne ereditaria nella famiglia Hayashi. Daigaku-no-kami, nel contesto della gerarchia dello shogunato Tokugawa, si traduce effettivamente come "Capo dell'Università statale".
Nel contesto elevato che suo padre generò, Hayashi Gahō (precedentemente Harukatsu) lavorò alla redazione di una cronaca di imperatori giapponesi compilata in conformità con i principi di suo padre. Nihon Ōdai Ichiran crebbe in un testo di sette volumi che fu completato nel 1650. Lo stesso Gahō fu accettato come uno studioso degno di nota in quel periodo; ma i collegamenti di Hayashi e Shōhei-kō alla circolazione del lavoro fanno parte della spiegazione per la popolarità di quest'opera nel XVIII e XIX secolo. I lettori contemporanei devono aver trovato un certo grado di utilità in questa sintesi tratta da documenti storici.
La narrazione dell'Nihon Ōdai Ichiran si ferma intorno al 1600, molto probabilmente per deferenza alle sensibilità del regime Tokugawa. Il testo di Gahō non proseguì fino ai suoi giorni; ma piuttosto, egli terminò le cronache poco prima dell'ultimo sovrano pre-Tokugawa. Questo libro fu pubblicato a metà del XVII secolo e fu ripubblicato nel 1803, "forse perché era un'opera di riferimento necessario per i funzionari".
Il successore di Razan come principale studioso dei Tokugawa era il suo terzo figlio, Gahō. Dopo la morte di Razan, Gahō finì l'opera che suo padre aveva iniziato, inclusa serie di altri lavori progettati per aiutare i lettori ad imparare dalla storia del Giappone. Nel 1670, la reputazione erudita della famiglia Hayashi fu macchiata quando Gahō pubblicò i 310 volumi di La storia completa del Giappone (本 朝 通鑑, Honchō-tsugan).
Gli scritti di Razan furono compilati, curati e pubblicati postumamente da Hayashi Gahō e suo fratello minore, Hayashi Dokkōsai (anteriormente Morikatsu):
- Hayashi Razan bunshū (Le opere raccolte di Hayashi Razan), ristampato nel 1918
- Razan sensei isshū (Poesie del maestro Razan), ristampato nel 1921.

Il nipote di Razan, Hayashi Hōkō (anteriormente Nobuatsu) avrebbe diretto lo Yushima Seidō e avrebbe portato il titolo ereditato Daigaku-no kami. La progenie di Hōkō avrebbe continuato il lavoro iniziato nel XVIII secolo degli eruditi Hayashi.

## Influenza politica
Come teorico politico, Hayashi visse per vedere che il suo ragionamento filosofico e pragmatico divenne un fondamento per l'ideologia dominante del bakufu. Il dominio politico delle idee di Hayashi durò fino alla fine del XVIII secolo. Questa evoluzione si sviluppò in parte dall'equiparazione da parte di Razan dei samurai con la classe governante colta. Razan contribuì a legittimare il ruolo del bakufu militarista all'inizio della sua esistenza. La sua filosofia inoltre incoraggiava la classe dei samurai a coltivare sé stessa, una tendenza che divenne sempre più diffusa nel corso della sua vita e dopo la sua morte. L'aforisma di Razan racchiude questa visione:
Hayashi Razan e la sua famiglia svolsero un ruolo significativo contribuendo a cristallizzare le basi teoriche del regime Tokugawa.
Nel gennaio del 1858, Hayashi Akira, il discendente Daigaku-no-kami ereditario di Hayashi Razan, guidò la delegazione del bakufu che cercava consigli dall'imperatore nel decidere come affrontare le nuove assertive potenze straniere. Questa era la prima volta che il consiglio dell'imperatore veniva cercato attivamente dall'istituzione dello shogunato Tokugawa. La conseguenza più ovvia di questa apertra transitoria fu l'aumento del numero di messaggeri che continuavano a fluire avanti e indietro tra Tokyo e Kyoto durante il decennio successivo. Nel XIX secolo, questo erudito-burocrate si trovò egli stesso in un nesso cruciale della gestione del cambiamento politico, muovendosi probabilmente "secondo le regole" attraverso acque inesplorate, con le teorie ben stabilite di Razan come unica guida.

## Bibliografia

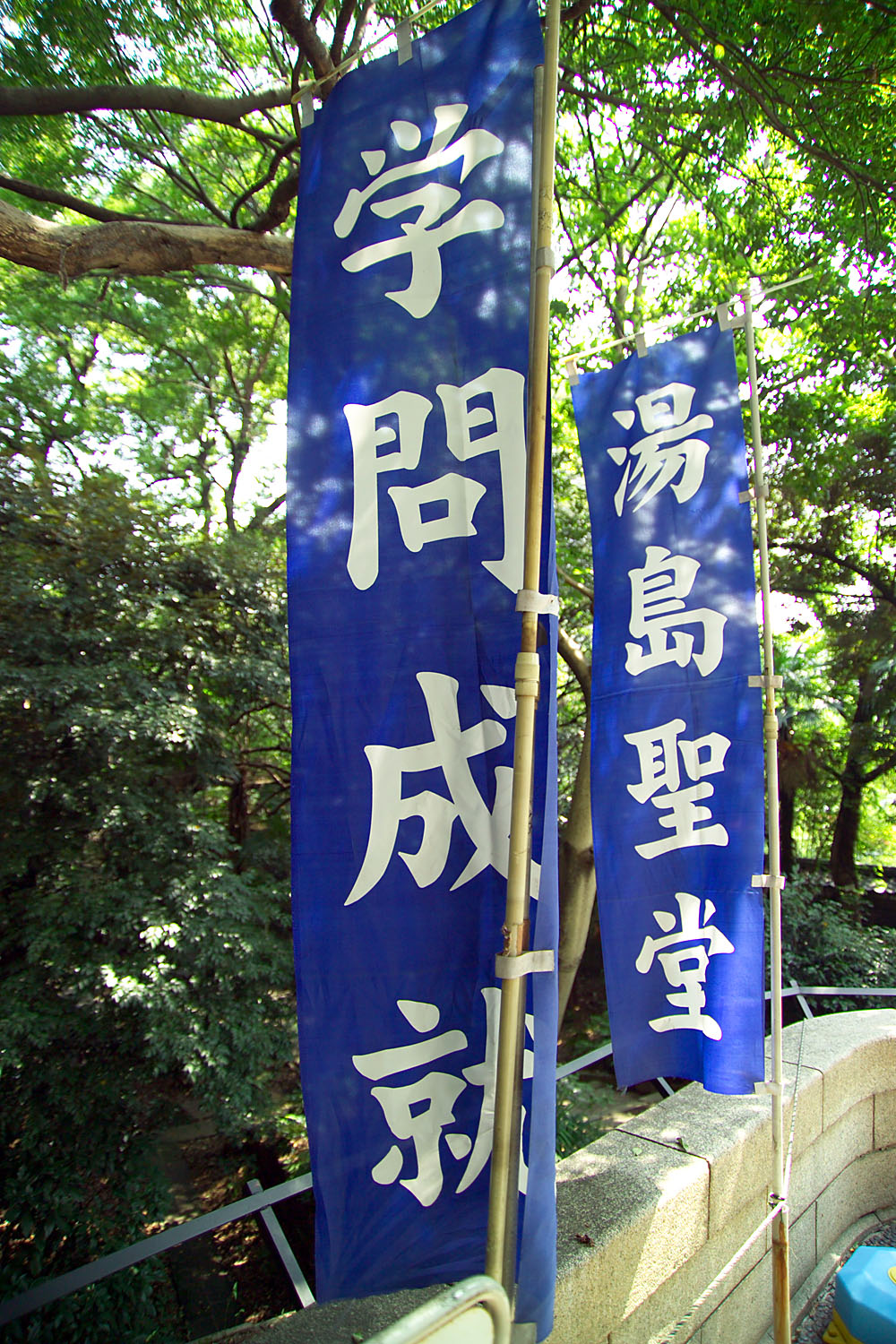
Le bandiere segnano l'entrata al ricostruito Yushima Seidō (Tokyo).